# Marielle Issartel
Marielle Issartel est une chef-monteuse, scénariste et réalisatrice française, née le 27 juin 1944 à Dijon. Engagée dans le féminisme, elle est également la compagne du réalisateur français Charles Belmont.

## Biographie
Âgée de vingt ans, Marielle Issartel se retrouve enceinte et avorte dans des conditions « épouvantables » au Maroc à 4 mois et demi de grossesse. Inscrite par sa mère au Planning familial, elle subit alors l'opprobre de son père.
Marielle Issartel commence sa carrière en 1967 en tant qu'assistante au montage du film L'Écume des jours, sur le tournage duquel elle est amenée à rencontrer son futur compagnon, Charles Belmont, qui réalisait le film issu du livre de Boris Vian.
Elle est dans le même temps militante à La Cause du peuple, l'organe de la Gauche prolétarienne et ancêtre de Libération. Elle continuera par la suite à prendre parti pour de grandes causes telles que le conflit du Vietnam en 67, Mai 68 et au premier rang desquelles le féminisme.
Elle anime aujourd'hui avec sa fille Salomé l'association « Les Amis de Charles Belmont », fondée pour diffuser et restaurer la filmographie du cinéaste après son décès, survenu en 2011.

## Engagements et militantisme
Marielle Issartel n'a eu de cesse de prendre position pour la cause féministe, notamment au sein d’associations telles que #Cecinestpasunceintre pour lesquelles elle témoigne. Elle dénonce ainsi un « contexte mondial de régression du droit des femmes » s'appuyant la multiplication de sites web anti-choix. Elle y critique notamment l' « invention » que les femmes banalisent l'acte d'avorter, ce qui accroît leur sentiment de culpabilité et d'irresponsabilité. Marielle Issartel revendique l'absolue liberté des femmes à dire, seules, de leur volonté et du bien-fondé de leurs actes, de leurs démarches souvent compliquées, et de leur droit inaliénable d'avoir une vision singulière de la famille et de la société.

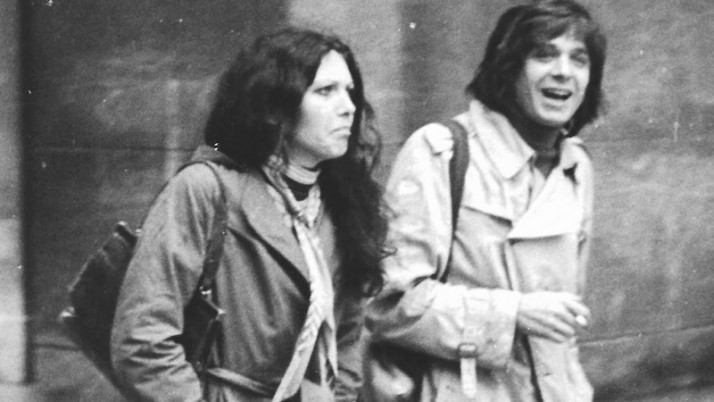
Marielle Issartel et Charles Belmont dans les années 1970.

En 1973, elle réalise avec Charles Belmont Histoires d'A, un documentaire militant pour la libéralisation de l'avortement et de la contraception. Inscrit dans le courant du cinéma militant issu de mai 1968 prônant la désobéissance civile, le film donne notamment à voir un avortement par aspiration selon la méthode Karman, des entretiens et des scènes prises sur le vif de l'activité des militants en faveur de l'interruption volontaire de grossesse ainsi que d'une réflexion sur la condition féminine.
D'abord interdit à la diffusion publique comme privée, et à la vente à l'étranger, par le ministre des Affaires Culturelles Maurice Druon le 22 septembre 1973, contre l'avis de la Commission de contrôle, il est diffusé illégalement à travers le réseau des groupes locaux du Mouvement pour la libéralisation de l'avortement et de la contraception (MLAC). L'affiche également est interdite. Une projection privée est organisée pour les groupes socialistes du Parlement dans la salle Médicis du Sénat en mars 1974. Plusieurs séances publiques et privées donnent lieu à l'intervention de la police, et parfois plus particulièrement des CRS comme à Cannes en 1974. Le film est autorisé à nouveau en novembre 1974, peu avant l'ouverture des débats parlementaires sur la loi Veil.
Outre la cause féministe, Marielle Issartel se fait également l'avocate de différentes causes, via les réseaux sociaux. Elle participe le 15 mars 2013 sur la place du Panthéon à Paris à la « vague blanche », une manifestation demandant la cessation des massacres commis en Syrie. Elle dénonce les « dessous » de grands événements internationaux (Brésil 2016, Qatar 2022, …) et manifeste contre les attentats antisémites de l'hypercacher en novembre 2015.

## Filmographie

### Montage

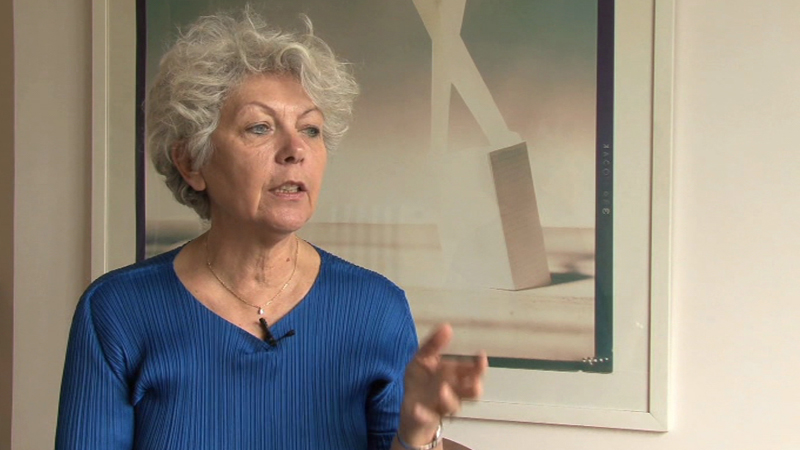
Marielle Issartel le 12 avril 2012 lors d'un entretien réalisé par le site UniversCiné.com

- 1975 : Eugénie de Franval de Louis Skorecki
- Les Jeunes Talents de Cannes 2004. Courts-métrages réalisés par Myriam Boyer, Patrick Chesnais, Chad Chenouga, Maria de Medeiros, Emmanuel Salinger
- 2009 : Océanie, documentaire réalisé par Charles Belmont
- Les Médiateurs du Pacifique de Charles Belmont produit et distribué par MK2
- Shoah, de Claude Lanzmann.

### Écriture et réalisation
- L'Audace d'y croire, documentaire écrit et coréalisé avec David Delrieux. Prod. AFM. Primé au festival international de Biarritz. Diffusé par France 2
- Parler, les femmes et la parole publique. Écrit en collaboration avec Alain Jaubert, Michelle Perrot et Arlette Farge
- Histoires d'A, documentaire coréalisé avec Charles Belmont
- Pour Clémence, de Charles Belmont
- Rak, de Charles Belmont